# NGC 5062
NGC 5062 (również PGC 46351) – galaktyka soczewkowata (S0), znajdująca się w gwiazdozbiorze Centaura. Odkrył ją John Herschel 1 maja 1834 roku. Tuż obok niej na niebie znajduje się dużo mniejsza galaktyka PGC 3094759 (zwana czasem NGC 5062-2), choć na razie nie wiadomo, czy istnieje pomiędzy nimi fizyczny związek.